# Conceição Evaristo

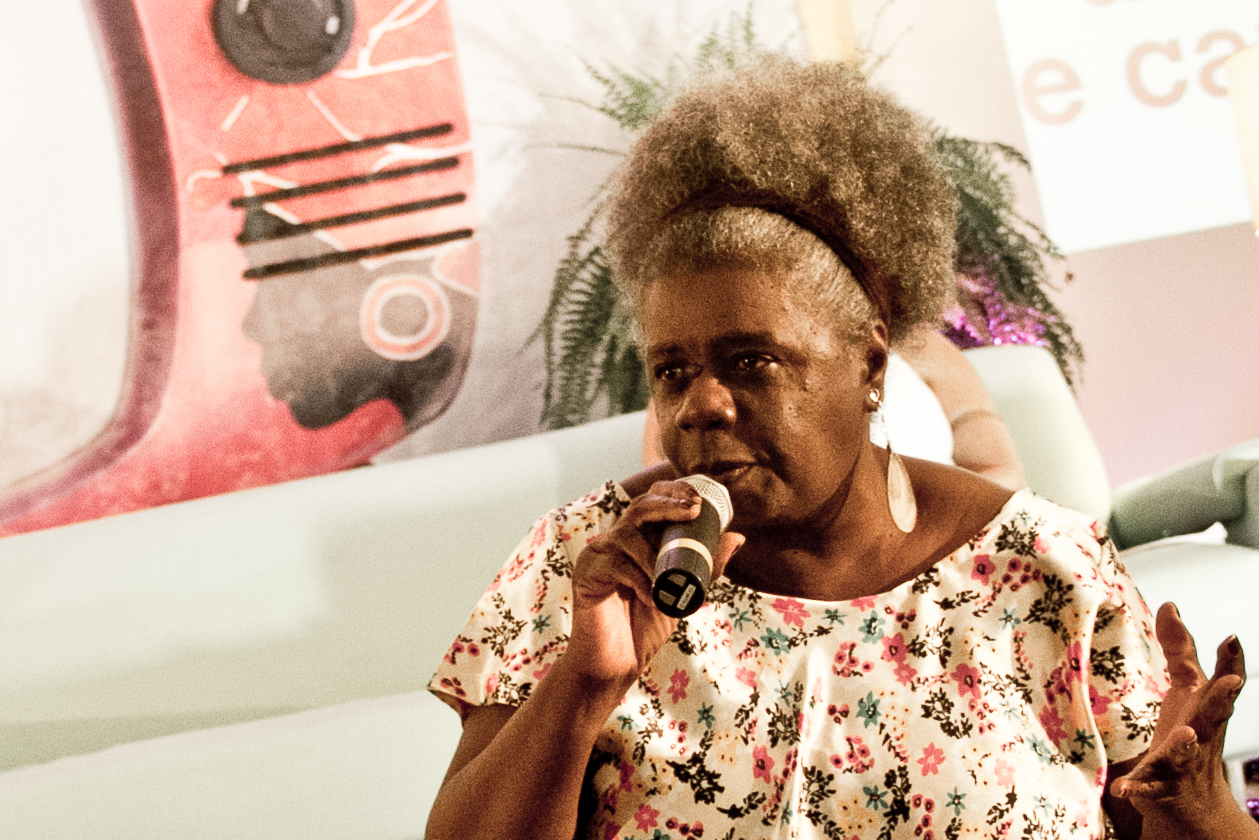
Conceição Evaristo (2013)

Maria da Conceição Evaristo de Brito (* 29. November 1946 in Belo Horizonte) ist eine brasilianische Schriftstellerin und Dichterin. Der Fokus ihrer Werke liegt vor allem auf den Lebensrealitäten von Schwarzen Frauen in Brasilien. Sie gilt als eine der wichtigsten zeitgenössischen Schriftstellerinnen in Brasilien.

## Leben
Maria da Conceição Evaristo de Brito ist in bescheidenen Verhältnissen in einer Favela in Belo Horizonte als die zweite von neun Geschwistern aufgewachsen. Um sich ihre Schulbildung zu finanzieren, begann sie mit nur neun Jahren als Hausangestellte, unter anderem als Kindermädchen und Putzkraft, zu arbeiten. Trotz aller Hindernisse entdeckte Evaristo ihre Liebe zum Schreiben bereits früh, da ihr ihre Mutter stets Geschichten erzählte und sie als Kind damit begann ein Tagebuch zu führen. Heute setzt sich Evaristo dafür ein, dass alle Personen gleichermaßen Zugang zu Literatur und zum Schreiben haben. Sie erreichte ihren Schulabschluss 1971 im Alter von 25 Jahren. Zwei Jahre später, im Jahr 1973, zog sie nach Rio de Janeiro, um ein Studium aufzunehmen. Sie schloss ihr Masterstudium der Brasilianischen Literatur an der Päpstlichen Katholischen Universität von Rio de Janeiro (PUC-Rio) mit einer Abschlussarbeit über afrobrasilianische Literatur im Jahr 1996 ab. Mit einer Dissertation über die poetischen Werke der Afrobrasilianer Nei Lopes und Edimilson de Almeida Pereira im Vergleich zum angolanischen Dichter Agostinho Neto beendete sie 2011 ein Doktoratsstudium der Vergleichenden Literaturwissenschaft an der Universidade Federal Fluminense.

## Schaffen
Evaristo publizierte ihre ersten Geschichten und Gedichte in den 1990er Jahren in den Cadernos Negros, einer Publikationsreihe des Quilombhoje Literaturkollektivs für afrobrasilianische Schriftstellerinnen und Schriftsteller. Sie schreibt auf Portugiesisch und in verschiedenen Genres, unter anderem Poesie, Fiktion und Essays. Sie ist ein aktives Mitglied in Bewegungen zur Aufwertung der Schwarzen Kultur in Brasilien und ihre Geschichten werden sowohl an brasilianischen Universitäten als auch im Ausland rezipiert und analysiert. Ihre Werke wurden bisher ins Englische und ins Französische übersetzt.
Ihren ersten Roman Ponciá Vicêncio veröffentlichte Evaristo 2004 in einem Verlag aus ihrer Heimatstadt Belo Horizonte. In dem Roman erzählt Evaristo die Geschichte einer jungen afrobrasilianischen Frau, die vom ländlichen Brasilien ihrer ehemals versklavten Vorfahren in eine namenlose Favela einer brasilianischen Großstadt zieht. Ponciá Vicêncio lässt sich dem Genre des Bildungsromans zuordnen. Der Roman ist geprägt von einer nicht linearen Narration mit aufeinanderfolgenden zeitlichen Einschnitten, durch die Vergangenheit und Gegenwart ineinander verflochten werden. Der Roman ist sowohl von Kritikerinnen und Kritikern als auch dem Publikum gut angenommen worden. Zahlreiche brasilianische Universitäten nahmen das Werk in ihre Leseliste für Aufnahmeprüfungen auf und es wurde zum Thema einiger Dissertationen. Das Buch wurde 2007 in den USA ins Englische übersetzt und darauf folgend auch in Vorträgen an US-amerikanischen Universitäten diskutiert. Bei der Übersetzung des Romans ins Französische war Evaristo aktiv beteiligt und tauschte sich kontinuierlich mit den Übersetzern Paula Anacaona und Patrick Louis aus.
Ihr zweiter Roman Becos da memória (Gassen der Erinnerung) wurde 2006 publiziert und folgt bereits wie ihr erster Roman dem Stil des poetischen Realismus. Dieser Roman thematisiert den Prozess der Entfremdung innerhalb einer Gemeinschaft, die in einer Favela lebt. Die Protagonistin ist eine weibliche Figur, die symbolisch für den Widerstand gegen Armut und Diskriminierung steht. Im Jahr 2013 wurde der Roman neu aufgelegt und in zahlreiche Verlagskataloge aufgenommen.
Mit der Veröffentlichung ihres Gedichtbandes Poemas de recordação e outros movimentos (Gedichte der Erinnerung und anderer Bewegungen) 2008 bekamen ihre Gedichte, die bis dahin nur eingeschränkt über die Cadernos Negros verfügbar waren, mehr Aufmerksamkeit. Auch in ihren Gedichten behält sie ihren typischen Stil bei, der feinfühlig und ausdrucksstark ist, während sie gleichzeitig die Lebensbedingungen der afrobrasilianischen Bevölkerung kritisiert.
2011 veröffentlichte sie den Kurzgeschichtenband Insubmissas lágrimas de mulheres (Ungehorsame Tränen von Frauen). Dieser Band legt den Fokus erneut auf Gender im von Rassismus und Sexismus geprägten Kontext des modernen Brasiliens. 2014 folgte ihr zweiter Kurzgeschichtenband Olhos D’água (Augen des Wassers), mit dem sie zu einer Finalistin des Literaturpreises Prêmio Jabuti in der Kategorie Kurzgeschichten und Chroniken wurde. Zwei Jahre später veröffentlichte Evaristo einen weiteren Band mit Kurzgeschichten Histórias de leves enganos e parecença (Geschichten von leichten Täuschungen und Ähnlichem).
Ihre Werke werden in Brasilien immer wieder neu aufgelegt und bereits drei ihrer Werke wurde ins Französische übersetzt und von dem Verlag Anaconda herausgegeben. Die Kulturstiftung Itaú Cultural de São Paulo veranstaltete 2017 eine Ausstellung über Evaristo mit einem Fokus auf ihr Leben und ihre Literatur. Im Kontext dieser Ausstellung wurden die Cartas Negras, ein Projekt zum Gedankenaustausch zwischen schwarzen Schriftstellerinnen aus den 1990er Jahren, neu gedruckt. Im selben Jahr nahm sie als Gast an der FLIP (Festa Literária Internacional de Paraty), einer Messe für Literatur in Paraty, teil. Im Jahr 2018 kandidierte Evaristo für einen Platz in der Academia Brasileira de Letras und verlor, trotz großer Unterstützung durch Schwarze und feministische Bewegungen, 22 zu 1 gegen den Filmemacher Cacá Diegues. Die Regionalregierung von Minas Gerais zeichnete ihr Gesamtwerk im Jahr 2018 mit dem Literaturpreis Prêmio de Literatura do Governo de Minas Gerais aus.
Autorinnen und Autoren wie Clarice Lispector, Garciliano Ramos, Guimarães Rosa, Carlos Drummond de Andrade, Carolina Maria de Jesus und Adão Ventura begleiteten Evaristo ihr ganzes Leben lang und inspirierten auch ihre Werke. Ebenso gibt es immer wieder intertextuelle Referenzen in ihren Werken, wie beispielsweise auf den Roman Jubiabá von Jorge Amado oder auf das Lied Meu Guri von Chico Buarque. Gleichzeitig korrespondiert Evaristo auch mit afrikanischen Autorinnen und Autoren wie Paulina Chiziane und betont den Einfluss der traditionellen afrikanischen Kulturen auf ihr Schreiben.

### Escrevivência
Evaristo selbst bezeichnet ihr Schaffen als escrevivência, eine Zusammensetzung der portugiesischen Wörter escrever (schreiben) und vivência (Lebenserfahrung), da es von ihren Erfahrungen als Afrobrasilianerin geprägt ist. Dabei wird ihr Schreiben einerseits von ihrer individuellen Position in der brasilianischen Gesellschaft als Frau, als Schwarze Person und als armer Mensch beeinflusst. Andererseits stützt sie sich auch auf die Geschichte und Vergangenheit ihrer Gemeinschaft. Sie erfand diesen Begriff für ihr Schreiben 1994 während der Recherche für ihre Masterarbeit. Der Begriff hat auch einen historischen Aspekt, da sie ihn mit den Erzählungen Schwarzer Sklavinnen verbindet, die dazu gezwungen wurden den weißen Kindern in den Herrenhäusern Geschichten zu erzählen. Mit ihrer Literatur will Evaristo provozieren und die harte Lebensrealität der Schwarzen in Brasilien anprangern, allerdings stets in einem poetischen und ausdrucksstarken Stil.
Außerdem ist Evaristos Werk bestimmt von ihrem Einsatz von Metasprache und der Verbindung von Wörtern, wodurch sie neue Worte und Bedeutungen kreiert. In ihren Geschichten macht sie häufig Gebrauch von einem lyrischen Ich und ihre Figuren sind zumeist Schwarze Frauen. Laut Evaristo vereint ihr Schreiben Erfundenes mit Fakten, da sie ausgehend von einer bestimmten Realität erzählt und ihre Erzählungen von Alltagsgeschichten inspiriert sind. Dabei baut sie auf gehörte oder gesehene Geschichten auf und verwendet diese stellvertretend für eine Gemeinschaft, besonders für die Gemeinschaft der Afrobrasilianerinnen und Afrobrasilianer.

## Auszeichnungen
Conceição Evaristos literarische Werke wurden mit folgenden Auszeichnungen gewürdigt:
- Finalistin des Prêmio Jabuti 2014 (mit Olhos d'água)
- Prêmio de Literatura do Governo de Minas Gerais 2018 (für ihr Gesamtwerk)
- The Nicolás Cristóbal Guillén Batista Lifetime Achievement Award 2018 von der Caribbean Philosophical Association

## Werke
Romane
- Ponciá Vicêncio. Pallas Editora, Rio de Janeiro 2003, ISBN 978-8534705318
  - englische Übersetzung: Poncia Vicencio. Aus dem Portugiesischen von Paloma Martinez-Cruz. Host Publications, Austin-TX 2007, ISBN 978-0924047343.
  - französische Übersetzung: L'histoire de Poncia. Aus dem Portugiesischen von Patrick Louis. Anaconda, Paris 2015, ISBN 978-2918799757.
- Becos da Memória. Pallas Editora, Rio de Janeiro 2006, ISBN 978-8534705202.
- Canção para ninar menino grande. Editora Unipalmares, São Paulo 2018, ISBN 978-8594417039.

Gedichte
- Poemas da recordação e outros movimentos. Editora Malê, Rio de Janeiro 2008, ISBN 978-8592736118.

Kurzgeschichten
- Insubmissas lágrimas de mulheres. Editora Malê, Rio de Janeiro 2011, ISBN 978-8592736064.
- Olhos d’água. Pallas Editora, Rio de Janeiro 2011, ISBN 978-8534705257.
- Histórias de leves enganos e parecenças. Pallas Editora, Rio de Janeiro 2016, ISBN 978-8592736002.

Dissertation
- Poemas malungos, cânticos irmãos (Analyse der poetischen Werke der Afrobrasilianer Nei Lopes und Edimilson de Almeida Pereira im Vergleich zum angolanischen Dichter Agostinho Neto). Universidade Federal Fluminense, Niterói 2011. Online verfügbar.